# Alvarães (Amazonas)
Alvarães é um município brasileiro do interior do estado do Amazonas, Região Norte do país. Pertencente à Região Geográfica Intermediária de Tefé e Região Geográfica Imediata de mesmo nome, localiza-se a oeste de Manaus, capital do estado, distando desta cerca de 531 km. Sua população, estimada pelo Instituto Brasileiro de Geografia e Estatística (IBGE), era de 16 396 habitantes em 2021.
Sua área é de 5.912 km², representando 0.3764 % do estado do Amazonas, 0.1534 % da Região Norte brasileira e  0.0696 % de todo o território brasileiro. Desse total 1,8873 km² estão em perímetro urbano.

## História
Alvarães tem ligação histórica com Tefé, pois foi emancipado deste em 1981.
No século XVII, o jesuíta Samuel Fritz acabou por fundar uma aldeia na região. Após o estabelecimento da aldeia, seguiram-se diversas disputas entre espanhóis e portugueses pelo domínio da região, tendo os portugueses obtido êxito em suas conquistas, consolidando o domínio sobre a localidade por volta de 1790.
Assim, Tefé passou a constituir um município. A área geográfica de Tefé chegou a possuir mais de 500.000 km², até o fim do século XIX, área essa que fazia do município o maior do mundo em extensão territorial. A partir de então, vários desmembramentos desse território  foram sendo feitos, originando assim os municípios de São Paulo de Olivença, Coari, Fonte Boa, São Felipe (atual Eirunepé), Japurá e Maraã.

### Formação administrativa
Alvarães passou à categoria de distrito do município de Tefé, através da Lei estadual nº 176 de 1 de dezembro de 1938 e tendo recebido o nome de Caiçara. O nome do distrito só foi alterado para Alvarães em 31 de novembro de 1943, com o Decreto-lei estadual nº 1186. A divisão territorial do distrito de Alvarães é datada de 1960, sendo que permaneceu até 1979.
Pela emenda constitucional nº 12, de 10 de fevereiro de 1981, o distrito de Alvarães emancipou-se a passou a constituir um município autônomo. Sua área foi desmembrada do município de Tefé. A Sede atual do município foi instalada em 31 de janeiro de 1983 e sua divisão territorial atual é datada de 1988.

## Geografia
Localiza-se a uma latitude 03º13'15" sul e a uma longitude 64º48'15" oeste, estando a uma altitude de 55 metros acima do nível do mar.  Sua população estimada pelo Instituto Brasileiro de Geografia e Estatística (IBGE) era de 15,908 habitantes em 2017. Possui uma área de 5912,9 km².
Sua temperatura média é de 26º C.
Possui limites territoriais com os municípios de Uarini ao oeste; Juruá ao sudoeste; Tefé ao sul e leste; e Maraã ao norte. Seu limite com o município de Maraã se inicia na confluência do rio Japurá com a margem esquerda do rio Solimões. Com o município de Tefé, seu limite territorial inicia-se na margem esquerda do rio Solimões, até alcançar a parte mais oriental da ilha Uanacá com a margem esquerda do lago Tefé. Com Juruá, seus limites de território são iniciados a partir do rio Curimatá de Baixo, no divisor de águas do rio Juruá com o rio Tefé. Por fim, seu limite de área com o município de Uarini é iniciado entre os rios Juruá e Tefé.

### Clima
Sua temperatura média é de 26º C.

## Demografia

### Bairros
Alvarães possui quatro bairros, a saber: Centro, São Francisco, Santa Luzia e São Lázaro.

## Economia
|                                                                              |        |
| \| Serviços \| 63,5 % \| \| Agropecuária \| 29 % \| \| Indústria \| 7,5 % \| |        |
| Serviços                                                                     | 63,5 % |
| Agropecuária                                                                 | 29 %   |
| Indústria                                                                    | 7,5 %  |

### Setor primário
O setor primário, entre os três, é o de maior relevância para a economia do município. A agricultura tem suas atividades econômicas voltadas para a produção da mandioca, limão e o abacate. A pecuária desenvolveu-se gradativamente nos últimos anos, apresentando ênfase no desenvolvimento de bovinos e suínos, entretanto, não possui forte relevância para a economia do setor, assim como a avicultura, que é destinada para o consumo local. Outras atividades que exercem regular representação econômica são a pesca, com eventual exportação para a Colômbia, e o extrativismo, que possui maior expressão na exploração da madeira e castanha.

### Setor secundário
Há pequenas indústrias instaladas na cidade, muitas das quais se dedicam a extração de minérios, como ouro e metais não ferrosos.

### Setor terciário
O setor terciário em Alvarães é amplo e possui grande expressão na economia do município.  O comércio é representado por estabelecimentos do tipo varejista e bancário.

## Infraestrutura

### Saúde
O município possuía, em 2009, 5 estabelecimentos de saúde, sendo todos estes públicos municipais ou estaduais, entre hospitais, pronto-socorros, postos de saúde e serviços odontológicos. Neles havia 18 leitos para internação. Em 2014, 96,42% das crianças menores de 1 ano de idade estavam com a carteira de vacinação em dia. Em 2015, o índice de mortalidade infantil entre crianças menores de 5 anos foi de 30,77, indicando um aumento em comparação com 2001, quando o índice foi de 30,53 óbitos a cada mil nascidos vivos. Entre crianças menores de 1 ano de idade, a taxa de mortalidade reduziu de 30,53 (2001) para 27,69 a cada mil nascidos vivos, totalizando, em números absolutos, 102 óbitos nesta faixa etária entre 2001 e 2016. No mesmo ano, 40,31% das crianças que nasceram no município eram de mães adolescentes, a quarta maior porcentagem entre os municípios amazonenses. Conforme dados do Sistema Único de Saúde (SUS), órgão do Ministério da Saúde, a taxa de mortalidade devido a acidentes de transportes terrestres foi de 12,72 óbitos em 2016, a cada grupo de cem mil habitantes. Ainda conforme o SUS, baseado em pesquisa promovida pelo Sistema de Informações Hospitalares do DATASUS, não houve em Alvarães nenhuma internação hospitalar relacionada ao uso abusivo de bebidas alcoólicas e outras drogas, entre 2008 e 2017.
Em 2016, 55,56% das mortes de crianças com menos de um ano de idade foram em bebês com menos de sete dias de vida. Óbitos ocorridos em crianças entre 7 e 27 dias de vida representaram 11,11% do total registrado. Outros 33,33% dos óbitos foram em crianças entre 28 dias e um ano de vida. Não houve registros de mortalidade materna no referido período, que é quando a gestante entra em óbito por complicações decorrentes da gravidez. O Ministério da Saúde estima que 66,67% das mortes que ocorreram em 2016, no município, poderiam ter sido evitadas, especialmente se a gestante tivesse uma atenção mais adequada durante a gestação. Cerca de 96,1% das crianças menores de 2 anos de idade foram pesadas pelo Programa Saúde da Família em 2014, sendo que 0,5% delas estavam desnutridas.
Até 2009, Alvarães possuía 3 estabelecimentos de saúde especializados em clínica médica, obstetrícia e pediatria, e nenhum estabelecimento de saúde com especialização em psiquiatria, cirurgia bucomaxilofacial ou traumato-ortopedia. Dos 5 estabelecimentos de saúde, apenas 1 deles era com internação. Até 2016, havia 3 registros de casos de HIV/AIDS, sendo que todos os casos registrados foram em mulheres. Entre 2001 e 2012 houve 71 casos de doenças transmitidas por mosquitos e insetos, sendo a principal delas a dengue e a leishmaniose.